# Rosena Allin-Khan
Rosena Allin-Khan (ur. 1977 w Londynie) – brytyjska polityk o pakistańsko-polskich korzeniach, członkini Partii Pracy. Posłanka do Izby Gmin od 2016.

## Życiorys
Allin-Khan urodziła się w Tooting. Jej matka, Polka, śpiewała w zespole Filipinki, z którym wyjechała na koncert do Londynu. Tam poznała ojca Roseny – Pakistańczyka. Pochodzi z robotniczej rodziny, jej ojciec naprawiał telewizory, a matka pracowała na stacji benzynowej i jako niania. Allin-Khan uczyła się w Trinity St Mary School. Chciała zostać lekarzem, ale nie mogła sobie pozwolić na studia medyczne, więc zaczęła studiować biochemię na Brunel University w Londynie, jednocześnie pracując w niepełnym wymiarze godzin. Później, dzięki stypendiom, studiowała medycynę na University of Cambridge. Po zdobyciu dyplomu lekarza zaczęła pracować w szpitalach. Przed wybraniem ją do parlamentu pracowała na szpitalnym oddzile ratunkowym. W czasie kampanii wyborczej zapowiadała walkę z cięciami w usługach publicznych, wsparcie dla bezdomnych i pomoc dla uzależnionych. 17 czerwca 2016 r. wybrana do brytyjskiego parlamentu z okręgu wyborczego Tooting. W wyborach zdobyła 17.894 głosów (55.9%). Na stanowisku parlamentarzysty zastąpiła Sadiqa Khana, który w maju tego samego roku został wybrany na burmistrza Londynu. Uzyskiwała reelekcje z tego samego okręgu w wyborach w 2017, 2019 i 2024.
Mężatka, ma dwie córki.